# 臥烏古
陸軍元帥第一代高夫子爵休·高夫，（Hugh Gough，1st Viscount Gough，1779年11月3日—1869年3月2日），KP，GCB，GCSI，PC，清代史料稱郭富或臥烏古，香港譯為歌賦，英軍陸軍元帥，枢密院成员。生於愛爾蘭利默里克。第一次鴉片戰爭時指揮英軍進攻中國。1842年受封為從男爵。1843年任駐印英軍司令。1846年受封為男爵。1849年古吉拉特戰役獲勝後加封為子爵。1855年任皇家騎兵禁衛軍團長。1862年獲晉升為陸軍元帥。曾先后获得圣帕特里克勋章（KP）、印度之星勋章（GCSI）、巴斯勋章（KCB）。香港的歌賦街、歌賦山道和歌賦山都是以他命名。据说他是除了威灵顿公爵外指挥战斗最多的英国军官。

## 早年
臥烏古出生于爱尔兰利默里克郡，属于一个自十七世纪起就在当地定居的古老家族，父亲是当地的行政副官，乔治·臥烏古（George Gough）中校，母亲是来自卡洛郡的莉蒂西雅·班博丽（Letitia Bunbury）。
1794年8月，臥烏古加入英军，在好望角的第78高地步兵团中服役，参与了1796年攻占开普敦和在沙尔丹哈湾（Saldanha Bay）袭击荷兰舰队的战斗。后来他又在西印度随第87皇家爱尔兰燧发枪团作战，参加了攻击波多黎各、占领苏里南、和争夺圣卢西亚的战斗。

## 半岛战争
1809年臥烏古参加了伊比利亚半岛战争，成为威灵顿的部下，在波尔图（Porto）战役中指挥主力团作战，从法国人手中夺取了城镇。
在塔拉韦拉战斗中臥烏古身负重伤，坐骑阵亡，后因军功，经威灵顿的推荐而升为中校，因为他在威灵顿进行调度之前就获得了委任状，从而成为英国首个因军功获得荣誉晋升的团级军官。接下来他又参加了巴罗萨之战，这一仗中他的团夺取了法国人的军旗。塔里法防御战中臥烏古被派去执行非常危险的任务，迫使敌军解围而去。维多利亚战役中他再度立下卓越战功，法军元帅儒尔当的权杖成为他所在团的战利品。臥烏古在一战中再负重伤，之后不久，西班牙国王向他颁发了查理三世勋章。
这场战争结束后，臥烏古离开现役，返乡渡过了几年和平日子。他曾在动荡不安的爱尔兰担任地方行政官，卸任后又当上南爱尔兰地区一个团的指挥官。1830年，臥烏古升为少将。

## 前往东方
7年后臥烏古被派往印度担任迈索尔师的指挥官。此后不久，第一次鸦片战争爆发，英方急需一名得力将领指挥战斗，臥烏古因此被任命为侵华英军总指挥，并立下显赫战功，最终使英国全权代表璞鼎查的和平条件得到满足。

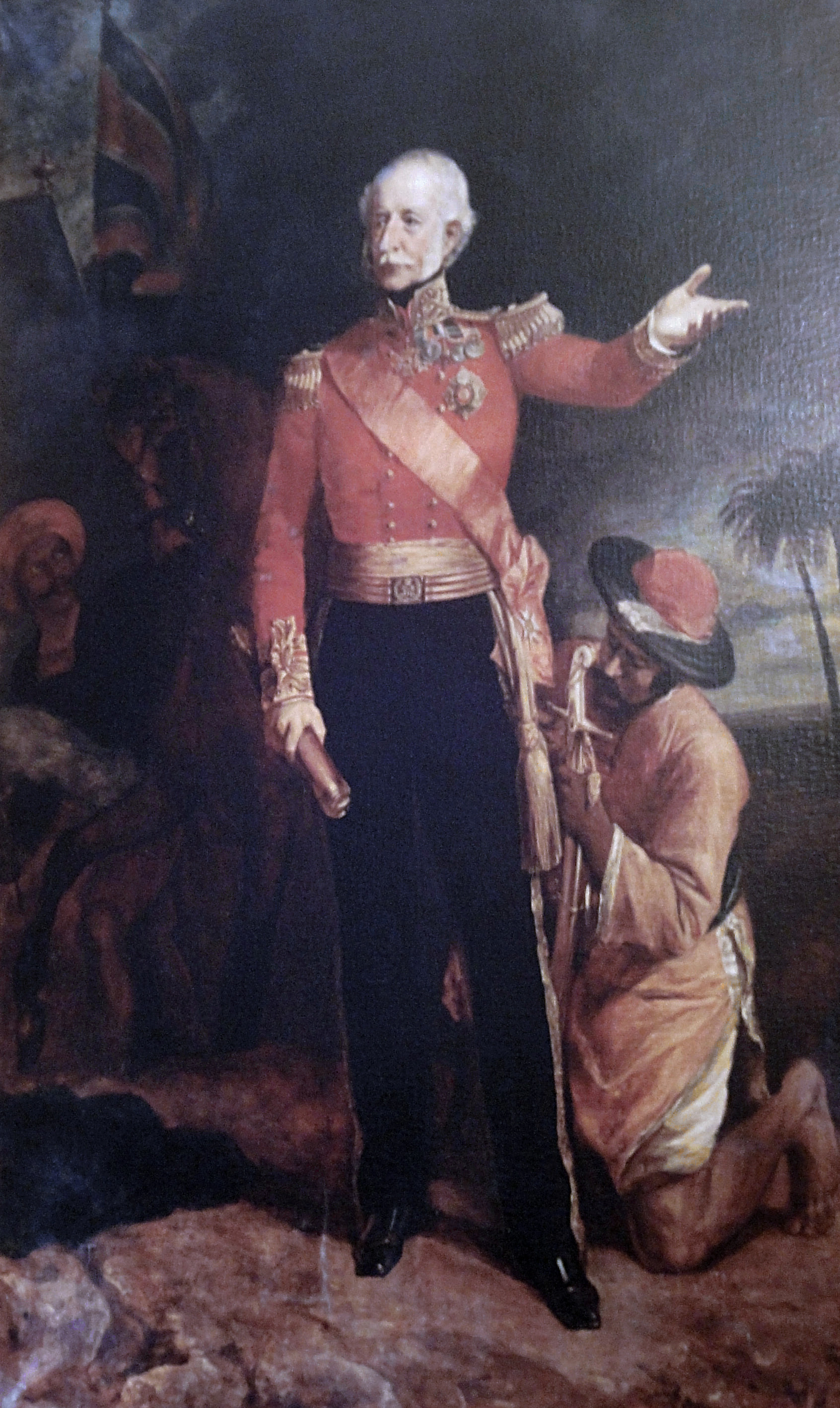
布特斯顿圣海伦府邸（St. Helen's, Booterstown）走廊中所挂着的臥烏古画像.

1841年，臥烏古因攻陷广州炮台的战功而获得巴斯勋章，1842年8月《南京条约》签订后，英军撤退，同年12月23日，臥烏古受封为从男爵。1843年8月，他成为驻印英军的总指挥，并于12月亲自指挥了对马拉塔人的作战，在马哈拉吉浦尔取得胜利，缴获大炮五十余门。1845年，第一次英锡战争爆发，臥烏古在印度总督哈丁的大力配合下，指挥迎击了跨过象泉河的大批锡克人。英军先后在穆德吉、费罗泽沙赫（Ferozeshah）、索布拉翁等处的战斗中获胜，不久锡克人在拉合尔向英方求和。
1846年4月，臥烏古因为在镇江、马哈拉吉浦尔、象泉河等地的战绩受封为男爵，荣升为贵族。1848年，锡克人再度与英国开战，臥烏古也重新披挂上阵，但他使用的战术备受争议，英军在祁连瓦拉（Chillianwala）一战失利，伤亡惨重，英政府派出查尔斯·詹姆斯·内皮尔接掌指挥权。然而没等接替的消息传到，锡克人已在1849年1月的古吉拉特战役（Gujarat）中被臥烏古击败。归国后的臥烏古受封为子爵，并获得了国会两院的表彰。国会授予他每年2000英镑的退休金，东印度公司给他的年金数目与此相同。此后臥烏古再没有加入现役，1854年他成为皇家骑兵卫队的上校，1856年他曾被派到克里木，为艾玛波·佩里瑟元帅等人授予巴斯勋章。
晚年的臥烏古获得了不少荣誉，他是第一个并非爱尔兰贵族而获得圣帕特里克勋章的人，加入了枢密院，还获得了印度之星的称号。1862年11月，他成为陆军元帅。

## 家庭
臥烏古有过两度婚姻，与两位妻子都育有子女，继承爵位的是幼子乔治·臥烏古。他的两个女婿分别是陆军元帅弗雷德里克·海因斯的兄弟军需官格里高利·海因斯（Gregory Haines），以及陆军元帅帕特里克·格兰特（Patrick Grant）。他的两个侄孙，休·亨利·臥烏古（Hugh Henry Gough）和查尔斯·约翰·斯坦利·臥烏古（Charles John Stanley Gough）都获得过维多利亚十字勋章。